# Apple A9
Apple A9 — 64-битный 2-ядерный ARM-микропроцессор с архитектурой ARMv8 компании Apple из серии Apple Ax, изготавливаемый по новому 14-нм FinFET техпроцессу Samsung и 16 нм FinFET техпроцессу TSMC c количеством транзисторов 2 млрд.. 

## Описание
В декабре 2013 года стало известно о подписании контракта компанией Samsung на выпуск в 2015 году следующего поколения процессоров Apple по новому 14-нм технологическому процессу на транзисторах с вертикально расположенным затвором (fin field effect transistor, FinFET). А в декабре 2014 года появилась информация о начале производства на фабрике S2 компании Samsung в Остине первой пробной партии нового чипа Apple A9 по 14-нм техпроцессу с использованием FinFET-транзисторов.
Еще один вариант чипа выпускался по сходной технологии 16 нм FinFET компанией TSMC.
По заявлению компании Apple новый чип A9 получил прирост производительности до 70 % в целом и порядка 90 % по графике по сравнению с предыдущим поколением чипов Apple A8. Также энергопотребление нового чипа снижено на 35 % и его размеры уменьшились на 15 %.

## Применение
Устройства, использующие процессор Apple A9:
- iPhone 6S и 6S Plus[7] — сентябрь 2015 - сентябрь 2018;
- iPhone SE[8] — март 2016 - сентябрь 2018;
- iPad 5 (2017)[9] — март 2017 - март 2018.